# ابزتيوتل (أزتيك)
ابزتيوتل (الإله الجائع) (بالإنجليزية: Apizteotl)‏ إله المجاعة في أساطير الأزتك (الشعب المكسيكي القديم) تقدم له القرابين أحيانا من لحم البشر، وعندما يتم تناولها أثناء الطقوس، فإن من لم يغتسل في مياه عذبة من نهر تجري مياهه أو نبع عذب، سوف يقدم قربانا لإله المجاعة.